# Staraïa Kamenka (kraï du Primorié)
Staraïa Kamenka (en russe : Ста́рая Ка́менка) est un village du raïon de Lazo du kraï du Primorié en Extrême-Orient russe. Sa population s'élevait à 154 habitants au recensement de 2010.

## Géographie
La localité est située dans le kraï du Primorié, un sujet de l'Extrême-Orient de la Russie, en Mandchourie-Extérieure, qui était autrefois chinoise (avant 1860). Elle se trouve dans le district fédéral extrême-oriental. Elle est l'une des 17 localités du raïon de Lazo, subdivision du sud-est dont le centre administratif est le village de Lazo.
Staraïa Kamenka, comme tout le kraï du Primorié, est située dans le fuseau horaire MSK+7 (heure de Vladivostok). Le décalage horaire appliqué par rapport au temps universel coordonné est +10:00.

## Histoire
La localité a été fondée en 1907.

## Démographie
Recensements (*) et estimations de la population,,,:
| 1926* | 2002 * | 2010* | - |
| ----- | ------ | ----- | - |
| 84    | 187    | 154   | - |

Concernant les ethnies, selon le recensement de 2002, sur les 187 habitants, il y avait 91 % de Russes.